# Liste der Ehrenbürger von Ludwigslust
Die Stadt Ludwigslust hat seit 1876 zehn Personen das Ehrenbürgerrecht verliehen. 
Hinweis: Die Auflistung erfolgt chronologisch nach Datum der Zuerkennung.

## Die Ehrenbürger der Stadt Ludwigslust
1. Dr. theol. Ludwig Heinrich Martin Daneel
Kirchenrat
Verleihung am 7. November 1895
Die Verleihung fand anlässlich seines 40. Dienstjubiläums statt.
2. Otto Kaysel
Rechtsanwalt, Stadtrat und Schriftsteller
Verleihung am 1. Juli 1920
Kaysel diente lange Jahre als Stadtrat. Beim Antritt seines Ruhestandes wurde er zum Ehrenbürger ernannt.
3. Otto Jantzen
Bürgermeister
Verleihung am 15. Februar 1921
Von 1891 bis 1921 war Jantzen Bürgermeister der Stadt. Beim Ausscheiden aus seinem Amt würdigte man sein Wirken mit der Ehrenbürgerschaft.
4. Friedrich Franz IV. Herzog zu Mecklenburg  (* 9. April 1882 in Palermo; † 17. November 1945 in Flensburg)
ehemaliger Großherzog von Mecklenburg-Schwerin
Verleihung am 7. Juni 1929
Anlässlich der silbernen Hochzeit zwischen ihm und Prinzessin Alexandra von Hannover.
5. Hermann Schuldt
ehem. Landrat, Gründungsmitglied der SED in Ludwigslust
Verleihung am 16. April 1966
Mit der Verleihung wurde der 20. Gründungstag der SED begangen.
6. Meta Malikowski
Bürgermeisterin
Verleihung am 31. August 1966
Malikowski war von 1950 bis 1954 Bürgermeisterin der Stadt. Aus Anlass ihres 80. Geburtstages wurde sie zur Ehrenbürgerin ernannt.
7. Sofija Jewstignejew
Ärztin
8. Nikolai Jewstignejew
Angehöriger der Roten Armee
Verleihung am 11. November 1976
Beide kamen 1945 nach Ende des Zweiten Weltkriegs nach Ludwigslust. Sie wurden im Rahmen der Deutsch-Sowjetischen Freundschaft geehrt.
9. Bruno Theek (* 20. Mai 1891 in Berlin-Wedding; † 22. März 1990 in Ludwigslust) 
Pastor, Lektor an der Universität Rostock
Verleihung am 20. Mai 1986
Theek war 1945 der erste Bürgermeister nach Kriegsende.
10. Leonhard Linton (* 1. Januar 1922 in Yokohama; † 18. Januar 2005 in Point Lookout, New York)
Corporal der US-Armee
Verleihung am 3. Mai 2000
Linton war maßgeblich mit dem Wiederaufbau einer Zivilverwaltung in Ludwigslust, und der Versorgung der Opfer des KZ Wöbbelin betraut. Nach 1990 förderte er die Arbeit der Mahn- und Gedenkstätten Wöbbelin. Mit der Verleihung erinnerte die Stadt an den 55. Jahrestag ihrer Befreiung vom Nationalsozialismus.